# Diamond Mountain District AVA
Diamond Mountain District AVA (anerkannt seit 1. Juni 2001) ist ein Weinbaugebiet im US-Bundesstaat Kalifornien, ist Teil der überregionalen Napa Valley AVA und überlappt zum Teil mit der North Coast AVA. Das Gebiet liegt innerhalb der Mayacamas Mountains im nordöstlichen Teil des Napa Valley. Die Rebflächen liegen aufgrund der hügeligen Umgebung höher die üblichen Flächen des Napa Valley und profitieren daher weniger von der kühlenden Wirkung des Nebels der Bucht von San Pablo.
Dieses Manko wird jedoch zum Teil durch den porösen Boden vulkanischen Ursprungs kompensiert, da er bei nachlassender Sonneneinstrahlung rasch abkühlt.
Von den insgesamt 2000 Hektar zugelassenen Reblands sind zurzeit ca. 200 Hektar bestockt.